# Communauté de communes de la Saône jolie
La communauté de communes de la Saône jolie est une ancienne communauté de communes française, située dans le département de la Haute-Saône en France.
Elle a fusionné avec d'autres intercommunalités pour former le 1er janvier 2014 la communauté de communes Terres de Saône.

## Historique
L'intercommunalité a été créée par un arrêté préfectoral du 30 décembre 1992.
Une première réflexion en vue de la fusion des trois petites intercommunalités  « Agir Ensemble », « Saône Jolie » et « des Six Villages » a été menée en 2006,, sans aboutir alors à une mise en œuvre.
L'article 35 de la loi n° 2010-1563 du 16 décembre 2010 « de réforme des collectivités territoriales » prévoit toutefois d'achever et de rationaliser le dispositif intercommunal en France, et notamment d'intégrer la quasi-totalité des communes françaises dans des EPCI à fiscalité propre, dont la population soit normalement supérieure à 5 000 habitants.
Dans ce cadre, le schéma départemental de coopération intercommunale de 2011 a prévu la fusion des communautés de communes : 
- Agir ensemble ;  
- de la Saône jolie ;
- des six villages ;
et en y rajoutant les communes isolées de Bourguignon-lès-Conflans, Breurey-lès-Faverney et Vilory, afin de former une nouvelle structure regroupant 39 communes et environ 13 866 habitants.
Cette fusion est effective depuis le 1er janvier 2014 et a permis la création, à la place des intercommunalités supprimées, de  la communauté de communes Terres de Saône,.

## Territoire communautaire

### Composition
L'intercommunalité regroupait, en 2013, les 17 communes suivantes pour une population totale sans double compte de 8 066 habitants (RGP 2009) : 
- Amoncourt
- Baulay
- Buffignécourt
- Chargey-lès-Port
- Chaux-les-Port
- Cubry-lès-Faverney
- Faverney
- Fleurey-lès-Faverney
- Grattery
- Menoux
- Mersuay
- Port-sur-Saône
- Provenchère
- Purgerot
- Saint Remy
- Scye
- Vauchoux

## Organisation

### Liste des présidents
L'intercommunalité était administrée par son conseil communautaire, constitué de délégués des  conseils municipaux de chaque commune membres.
| Période                                  | Période       | Identité          | Étiquette | Qualité                                                                                   |
| ---------------------------------------- | ------------- | ----------------- | --------- | ----------------------------------------------------------------------------------------- |
| Les données manquantes sont à compléter. |               |                   |           |                                                                                           |
| ?                                        | décembre 2013 | Jacques Lallemand |           | Maire de Grattery (1979 → 2014) Président de la CC Terres de Saône (janvier → avril 2014) |

### Compétences
L'intercommunalité exerçait les compétences qui lui avaient été transférées par les communes membres, dans les conditions déterminées par le Code général des collectivités territoriales. Il s'agissait de : 
- Environnement et cadre de vie : zonages d'assainissement, collecte et traitement des ordures ménagères, participation financière à l'étude du contrat de rivière de la Lanterne ;
- Développement et aménagement économique : zones d'activité, actions de développement économique d'intérêt communautaire ;
- Développement et aménagement social et culturel : équipements culturels, sportifs, touristiques ou environnementaux, sportifs  d'intérêt communautaire, activités périscolaires , culturelles ou socioculturelles ;
- Aménagement de l'espace : schéma de cohérence territoriale (SCOT) et schémas de secteurs, constitution de réserves foncières, gestion d'un service de transport d'intérêt communautaire ;
- Voirie d'intérêt communautaire ;
- Tourisme ;
- Politique du logement social et des personnes défavorisées ;
- Coopération décentralisée[1].

### Régime fiscal et budget
La Communauté de communes était un établissement public de coopération intercommunale à fiscalité propre.
Afin de financer l'exercice de ses compétences, l'intercommunalité percevait la fiscalité professionnelle unique (FPU) – qui a succédé à la taxe professionnelle unique (TPU) – et assure une péréquation de ressources entre les communes résidentielles et celles dotées de zones d'activité.
Elle percevait une bonification de la dotation globale de fonctionnement (DGF) et collectait également la redevance d'enlèvement des ordures ménagères (REOM), qui finançait ce service.